# 赫氏虹銀漢魚
赫氏虹銀漢魚（學名：Melanotaenia herbertaxelrodi）為輻鰭魚綱銀漢魚目虹銀漢魚科的其中一種，分布於新幾內亞Tebera湖流域，為熱帶魚類，體長可達9公分，棲息在底中層水域，生活習性不明，可做為觀賞魚。

## 擴展閱讀
維基物種上的相關：赫氏虹銀漢魚